# Surahammars IF
Surahammars IF är en idrottsförening i Surahammar.  Klubben har haft framgångar i fotboll (spel i Sveriges näst högsta serie) och ishockey  (spel i Sveriges högsta serie). Klubben är Tommy Salos moderklubb.

## Sura Blue Hammers
Användes som populärnamn på A-laget. All  och alla souvenirartiklar runt A-lagsverksamheten sker med namnet Sura Blue Hammers. Namnet och loggan togs fram 1995 av Daniel Berg vid en tävling. Efter en överenskommelse med huvudsponsorn, Surahammars Bruks AB var loggan godkänd att använda. Märket är en kombination av Brukets loga med de korslagda hammarna och texten S-U-R-A, samt EU-märket med de inlagda stjärnorna. Loggan är designad av Daniel Berg och hans far Thomas Berg.

## Klubbens historia i korthet
Surahammars IF bildades den 4 juni 1914. En förening vid namn Surahammars IF bildades dock 1911, och angav 1912 till Riksförbundet (Riksidrottsförbundet) som stiftelseår. Men på grund av brist på ordning i den "gamla" föreningen, hölls ett extrainsatt möte den 4 juni 1914, där föreningen omorganiserades. De första åren fanns även friidrott och skidsport inom föreningen. 1916 anordnades den första cykeltävlingen och 1919 tillkom även simning som idrottsgren.
Det första klubbmärket såg i stort sett ut som det nuvarande, men ursprungligen var färgerna vitt och grönt.
Fotbollslaget spelade i svartvitrandig tröja och blå byxor, och stod säsongen 1945-46 som seriesegrare i nästhögsta divisionen (nuvarande Superettan) men föll i allsvenska kvalet mot Örebro SK med 3-0, 0-2, 1-2 där den avgörande matchen spelades på neutral plan i Solna.
Med åren tillkom alltfler sektioner och som mest, under 1940-talet, hade man över tio sektioner igång. Surahammars IF förblev en förening med flera sektioner ända fram till 1993, då simsektionen som sista sektion lämnade klubben. 1989 bildade fotbollen en egen förening (Surahammars FK).

## Ishockeyns historia i korthet
Ishockeyn introducerades i Surahammar av Gustav Ludvigsson, som flyttat till Surahammar 1935 från Söderhamn för att jobba på Surahammars Bruks AB och spela bandy i Surahammars IF. Men när bandylaget föll ur division 2 våren 1937, beslutade man att starta upp ishockeyn istället. Ett möte för intresserade föreningar som ville starta upp ishockeyn, ordnades på Köpings stadshotell den 8 maj och den 9 maj 1937 beslutades det att Västmanland skulle starta en ishockeyserie. Surahammars IF ansökte till Svenska Ishockeyförbundet om inträde i förbundet och fick så den 25 november 1937.  Den 16 januari 1938 spelades den första ishockeymatchen i Surahammar. Det var Södertälje SK som var på besök i Surahammar, med ett A och ett B-lag.  SSK A vann över B-laget med 5–0 efter 2 perioder och i den sista perioden spelade Surahammars IF mot SSK:s B-lag, utan att något mål föll. Den 22 januari 1938 spelades den första seriematchen i Surahammar, mellan Surahammars IF och Västerås SK, där Västeråslaget vann med 1-0.
Säsongen 1943-1944 vann Surahammars IF Västmanlandsserien division 2 och fick kvala till Svenska serien, men förlorade mot Skuru IK med uddamålet. Men under sommaren beslutade Svenska Ishockeyförbundet att tudela Svenska serien i en norr- och södergrupp, vilket ledde till att samtliga lag som kvalade fick erbjudande att spela i Svenska Serien. Surahammars IF fick därför,  som första lag från Västmanland, spela i Sveriges högsta ishockeyserie 1944–45. 
Sju säsonger till spelade Surahammars IF i högsta serien: 1948/1949, 1952/1953, 1953/1954, 1955/1956, 1957/1958, 1969/1970 samt 1971/1972.

## Säsonger
Föreningen tog upp ishockey på programmet 1937 och deltog från början i Västmanlandsserien. När Division II grundades var man med från start och till 1944 lyckades man för första gången spela till sig en plats i högsta serien men föll ur igen efter en säsong. Detta kom att bli en vana för Surahammar att med några års mellanrum gå upp i högsta serien för att åka ur direkt. Endast vid ett tillfälle lyckades man hålla sig kvar två säsonger (åren 1952–54), men totalt gjorde man åtta säsonger i högsta serien. Surahammar var dock i stort sett alltid ett topplag när man var tillbaka i Division II. Vid serieomläggningen 1975 flyttades man över till Division I som var namnet på den nya andradivisionen, men redan efter tre säsonger där förlorade man sin plats och flyttades ner till tredjedivisionen.
| Säsong    | Division                         | Placering | Playoff/Kval m.m.                                               |
| --------- | -------------------------------- | --------- | --------------------------------------------------------------- |
| 1937/1938 | Västmanlandsserien               | 3         |                                                                 |
| 1938/1939 | Västmanlandsserien div I         | 2         |                                                                 |
| 1939/1940 | Västmanlandsserien div I         | 3         |                                                                 |
| 1940/1941 | Västmanlandsserien div I         | 2         | 2:a i Mellansvenska serien                                      |
| 1941/1942 | Division II Centrala             | 5         |                                                                 |
| 1942/1943 | Division II Centrala             | 2         |                                                                 |
| 1943/1944 | Division II Centrala             | 1         | Kval: Utslagna av Skuru IK, uppflyttade                         |
| 1944/1945 | Division I Norra                 | 6         | nerflyttade                                                     |
| 1945/1946 | Division II Västmanland          | 2         |                                                                 |
| 1946/1947 | Division II Västmanland          | 2         |                                                                 |
| 1947/1948 | Division II Västmanland          | 1         | Kval: Förlorar mot Djurgården, besegrar Norrköping, uppflyttade |
| 1948/1949 | Division I Södra                 | 6         | nerflyttade                                                     |
| 1949/1950 | Division II Östra                | 2         |                                                                 |
| 1950/1951 | Division II Östra                | 3         |                                                                 |
| 1951/1952 | Division II Östra                | 1         | uppflyttade                                                     |
| 1952/1953 | Division I Södra                 | 4         |                                                                 |
| 1953/1954 | Division I Södra                 | 5         | nerflyttade                                                     |
| 1954/1955 | Division II Västra A             | 1         | Besegrar Munkfors i kvalet, uppflyttade                         |
| 1955/1956 | Division I Norra                 | 6         | nerflyttade                                                     |
| 1956/1957 | Division II Västra A             | 1         | 1:a i kvalserien, uppflyttade                                   |
| 1957/1958 | Division I Södra                 | 7         | nerflyttade                                                     |
| 1958/1959 | Division II Västra A             | 7         |                                                                 |
| 1959/1960 | Division III Norra västsvenska C | 1         | 1:a i kvalserien                                                |
| 1960/1961 | Division II Västra A             | 3         |                                                                 |
| 1961/1962 | Division II Västra A             | 2         |                                                                 |
| 1962/1963 | Division II Västra A             | 2         |                                                                 |
| 1963/1964 | Division II Västra A             | 7         |                                                                 |
| 1964/1965 | Division II Västra A             | 3         |                                                                 |
| 1965/1966 | Division II Västra A             | 6         |                                                                 |
| 1966/1967 | Division II Västra A             | 3         |                                                                 |
| 1967/1968 | Division II Västra A             | 2         |                                                                 |
| 1968/1969 | Division II Västra A             | 1         | 2:a i kvalserien, uppflyttade                                   |
| 1969/1970 | Division I Södra                 | 8         | 4:a i kvalificeringsserien, nerflyttade                         |
| 1970/1971 | Division II Västra A             | 1         | 1:a i södra kvalserien, uppflyttade                             |
| 1971/1972 | Division I Södra                 | 8         | 4:a i södra kvalificeringsserien, nerflyttade                   |
| 1972/1973 | Division II Västra A             | 1         | 4:a i kvalserien                                                |
| 1973/1974 | Division II Östra B              | 1         | 2:a i kvalserien                                                |
| 1974/1975 | Division II Västra               | 2         | Serieomläggning                                                 |
| 1975/1976 | Division I Östra                 | 9         |                                                                 |
| 1976/1977 | Division I Östra                 | 8         |                                                                 |
| 1977/1978 | Division I Östra                 | 10        | nerflyttade                                                     |

Anmärkningar
1. ↑  Laget spelade i två olika lokala serier detta år.
2. ↑  I efterhand beslutades att utöka Division I så alla kvallag flyttades upp.

Efter en 30 år lång storhetstid som topplag i division II kryddad med åtta säsonger i högsta serien, förlorade man sin plats i andraligan och det skulle ta till 1994 innan man var tillbaka på allvar. Två gånger under denna period var man tillbaka i division I, men åkte ur lika fort.
| Säsong                               | Division          | Placering | Vårserie                  | Playoff/Kval                  |
| ------------------------------------ | ----------------- | --------- | ------------------------- | ----------------------------- |
| 1982/1983                            | Division I Västra | 6         | 7:a i fortsättningsserien | 3:a i kvalserien, nerflyttade |
| 1983–1988 spelade man i Division II. |                   |           |                           |                               |
| 1988/1989                            | Division I Västra | 8         | 8:a i fortsättningsserien | nerflyttade                   |

Efter nästan 20 år med spel i lägre divisioner kom man tillbaka till division I 1994 och har hållit sig kvar sedan dess, men man är numer sällan ett topplag. Från 2015 placerade man sig sist i grundserien sex år i rad utan flyttas ner till Hockeytvåan.
| Säsong    | Division            | Placering | Vårserie                  | Playoff/Kval                                        |
| --------- | ------------------- | --------- | ------------------------- | --------------------------------------------------- |
| 1994/1995 | Division I Västra   | 4         | 2:a fortsättningsserien   | Utslagna av Björklöven i playoff                    |
| 1995/1996 | Division I Västra   | 2         | 10:a i Allsvenskan        |                                                     |
| 1996/1997 | Division I Västra   | 5         | 5:a i fortsättningsserien |                                                     |
| 1997/1998 | Division I Västra   | 7         | 7:a i fortsättningsserien | 1:a i kvalserien                                    |
| 1998/1999 | Division I Västra   | 7         | 5:a i vårserien           | 3:a i kvalserien                                    |
| 1999/2000 | Division 1 Västra B | 7         | 2:a i vårserien           |                                                     |
| 2000/2001 | Division 1 Västra A | 3         | 5:a i Allettan Västra     | 3:a i Förkval Västra A                              |
| 2001/2002 | Division 1 Västra A | 2         | 6:a i Allettan Västra     | 3:a i Förkval Västra B                              |
| 2002/2003 | Division 1 Västra A | 4         | 6:a i Allettan Västra     | 4:a i Förkval Västra B                              |
| 2003/2004 | Division 1 Västra A | 4         | 6:a i Allettan Västra     |                                                     |
| 2004/2005 | Division 1 Västra   | 8         |                           |                                                     |
| 2005/2006 | Division 1C         | 9         |                           | 1:a i kvalserien                                    |
| 2006/2007 | Division 1C         | 9         | 5:a i vårserien           |                                                     |
| 2007/2008 | Division 1C         | 5         | 3:a i vårserien           |                                                     |
| 2008/2009 | Division 1C         | 3         | 6:a i Allettan Mellan     |                                                     |
| 2009/2010 | Division 1C         | 9         | 2:a i vårserien           |                                                     |
| 2010/2011 | Division 1C         | 2         | 5:a i Allettan Mellan     |                                                     |
| 2011/2012 | Division 1C         | 9         | 5:a i fortsättningsserien | 2:a i kvalserien                                    |
| 2012/2013 | Division 1C         | 5         | 2:a i fortsättningsserien |                                                     |
| 2013/2014 | Division 1C         | 6         | 2:a i fortsättningsserien |                                                     |
| 2014/2015 | Hockeyettan Västra  | 10        | 8:a i vårserien           | 1:a i kvalserie                                     |
| 2015/2016 | Hockeyettan Västra  | 12        | 8:a i vårserien           | 1:a i kvalserien                                    |
| 2016/2017 | Hockeyettan Västra  | 12        | 7:a i vårserien           | 1:a i kvalserien                                    |
| 2017/2018 | Hockeyettan Västra  | 12        | 7:a i vårserien           | 2:a i kvalserien                                    |
| 2018/2019 | Hockeyettan Västra  | 12        | 7:a i Vårettan            | 1:a i kvalserien                                    |
| 2019/2020 | Hockeyettan Västra  | 12        | 7:a i Vårettan            | kvalserien inställd                                 |
| 2020/2021 | Hockeyettan Västra  | 12        | 3:a i Vårettan            |                                                     |
| 2021/2022 | Hockeyettan Västra  | 2         | 4:a i Allettan Norra      | Slutspel: Besegrar Huddinge, utslagna av Hudiksvall |
| 2022/2023 | Hockeyettan Västra  | 6         | 6:a i Vårettan            |                                                     |